# Emil Forsberg
Emil Forsberg (ur. 23 października 1991 w Sundsvall) – szwedzki piłkarz, występujący na pozycji pomocnika w amerykańskim klubie New York Red Bulls oraz w reprezentacji Szwecji. Uczestnik Mistrzostw Świata 2018, a także Mistrzostw Europy 2016 i 2020.

## Kariera klubowa
Forsberg profesjonalną karierę rozpoczął w klubie GIF Sundsvall. Po zakończeniu sezonu 2012 podpisał czteroletni kontrakt z Malmö FF. W styczniu 2015 podpisał trzyipółletni kontrakt z RB Leipzig. W dniu 1 stycznia 2024 zostanie oficjalnie zawodnikiem New York Red Bulls.

## Kariera reprezentacyjna
W reprezentacji Szwecji zadebiutował 17 stycznia 2014 w towarzyskim meczu przeciwko Mołdawii. Na boisku przebywał do 71. minuty.
| Mecze i gole w reprezentacji | Mecze i gole w reprezentacji | Mecze i gole w reprezentacji | Mecze i gole w reprezentacji | Mecze i gole w reprezentacji | Mecze i gole w reprezentacji | Mecze i gole w reprezentacji |
| Lp.                          | Data                         | Stadion                      | Rywal                        | Wynik                        | Gol                          | Rozgrywki                    |
| 2014                         | 2014                         | 2014                         | 2014                         | 2014                         | 2014                         | 2014                         |
| ---------------------------- | ---------------------------- | ---------------------------- | ---------------------------- | ---------------------------- | ---------------------------- | ---------------------------- |
| 1.                           | 17.01.2014                   | Abu Zabi, ZEA                | Mołdawia                     | 2:1                          | 0                            | towarzyski                   |
| 2                            | 3.07.2018                    | Petersburg, Rosja            | Szwajcaria                   | 1:0                          |                              | FWC 18                       |

## Sukcesy

### Malmö FF
- Mistrzostwo Szwecji: 2013, 2014
- Superpuchar Szwecji: 2013, 2014

### RB Leipzig
- Puchar Niemiec: 2021/2022